# Dallos Ida
Dallos Ida, teljes nevén Dallos Ida Rozália Terézia (Budapest, Erzsébetváros, 1905. október 19. – Budapest, 1944. december 19.) magyar kommunista munkásnő, Gács László (1903–1968) második felesége. A nyilasterror áldozata.

## Életpályája
Dallos József hivatalszolga és Gajdos Zsuzsanna gyermekeként született. Az újpesti pamutgyárban dolgozott. Tagja volt az illegális Kommunista Pártnak. Bebörtönözték. 1944-ben, amikor gyermekéhez indult a kórházba, a nyilasok a Duna-parton kivégezték.

## Emlékezete
Egy ideig az ő nevét viselte a Fővárosi Művelődési Ház (Budapest XI. Fehérvári út).
Újpesten általános iskola viselte a nevét, a mai Szűcs Sándor Általános Iskola.